# Louis de Turenne d'Aynac
Gabriel Louis, comte de Turenne d'Aynac (Coupvray, 23 août 1843 - Paris, 3 décembre 1907) est un officier et voyageur français.

## Biographie
Louis de Turenne d'Aynac est le petit-fils d'Henri-Amédée-Mercure de Turenne et d'Antoine Louis de La Tour du Pin de La Charce.
Sorti de Saint-Cyr en 1863, sous-lieutenant au 9e Hussards (1865-1871) puis capitaine des Hussards, ami du prince de Galles, il effectue en 1875-1876 un long périple aux États-Unis.
Il part ainsi de Londres le 3 octobre 1875 avec le baron de Rothschild et séjourne à New York du 13 au 20 octobre avant de joindre Chicago. Il traverse la Prairie et les Rocheuses par la passe de Sherman et arrive à Salt Lake City le 3 novembre où il rencontre Brigham Young.
Le 11 novembre, il est à San Francisco. Il va ensuite à Denver et chasse le bison dans le Kansas. Il visite encore Dodge City, Saint-Louis, Pittsburgh et Philadelphie puis séjourne de nouveau à New York du 2 au 16 janvier 1876.
Après Baltimore, il se rend à Washington où il est reçu par Ulysse S. Grant puis revient à New York où ses compagnons regagnent la France. Le 28 janvier 1876, il part en train pour le Canada. Il visite Ottawa où il est l'hôte de Frederick Temple Blackwood et assiste à l'ouverture du Parlement. Il parcourt ensuite les camps indiens du Québec (février) où il chasse le caribou puis, en traîneau, gagne le lac Temiscouata.
Après Montréal, il visite encore Toronto avant d'entreprendre, à partir du 7 avril, une traversée nord-sud du continent. Il passe ainsi à Hamilton, Buffalo, Cleveland, Indianapolis, Cairo et Louisville et séjourne à La Nouvelle-Orléans du 13 avril au 3 mai.
Du 4 au 12 mai, il est en Floride à Jacksonville puis Saint Augustine et du 13 au 22 mai à Savannah et Charleston.
Il assiste à l'Exposition de Philadelphie, passe à Newport puis Boston et est reçu à l'université Harvard par Henry Longfellow. Il part ensuite à Saratoga, voit le lac Champlain avant d'atteindre en août Pittsburgh, Chicago, Saint Paul puis la rivière Rouge qu'il descend jusqu’à Winnipeg.
Au Manitoba, il visite les missions catholiques et mennonites et pratique de grandes chasses. Parti de Winnipeg le 8 septembre, il gagne le lac Supérieur et avec des agents de la Compagnie de la baie d'Hudson, se rend à Fort Frances et à Prince Arthur (Port Arthur) par la route Dawson. En steamer, il rejoint Toronto puis Ottawa, Montréal et Québec.
À partir de Rivière-du-Loup, il remonte la Saguenay jusqu'à Chicoutimi et, après une visite à Terre-Neuve, l'île du Cap-Breton et la Nouvelle-Écosse, revient à New York où il embarque pour la France le 16 décembre. Il arrive au Havre le 27.
Louis de Turenne d'Aynac revient au Canada peu de temps après son retour en France. Son frère Sosthène-Paul-Louis est nommé consul général de France à Québec (1890-1894).

## Distinction
- Chevalier de la Légion d'honneur, 2 septembre 1871[1].

## Publication
- Quatorze mois dans l'Amérique du Nord (1875-1876), 1879